# Zbór Kościoła Zielonoświątkowego „Kanaan” w Namysłowie
Wspólnota zielonoświątkowa funkcjonowała w Namysłowie już w roku 1945. Pierwszym miejscem spotkań wiernych, przybyłych w znacznej mierze z dawnych Kresów Wschodnich II RP, był budynek namysłowskiej synagogi przy ul. Stanisława Dubois. Kolejnym tymczasowym zborem była dawna gospoda Schwuntecka przy ul. 1 Maja.
W latach 80. XX wieku namysłowscy zielonoświątkowcy otrzymali zgodę na budowę własnego kościoła. Powstał on w zachodniej części miasta, przy ul. Józefa Ignacego Kraszewskiego. 
Obecnym pastorem zboru, w skład którego wchodzi kilkudziesięciu wiernych, jest pastor Mariusz Antoszczuk.